# العلاقات الإندونيسية الرومانية
العلاقات الإندونيسية الرومانية هي العلاقات الثنائية التي تجمع بين إندونيسيا ورومانيا.

## مقارنة بين البلدين
هذه مقارنة عامة ومرجعية للدولتين:
| وجه المقارنة                                              | إندونيسيا         | رومانيا                                                                               |
| --------------------------------------------------------- | ----------------- | ------------------------------------------------------------------------------------- |
| المساحة (كم2)                                             | 1.90 مليون        | 238.40 ألف                                                                            |
| عدد السكان (نسمة)                                         | 263.99 مليون      | 19.59 مليون                                                                           |
| الكثافة السكانية (ن./كم²)                                 | 138.94            | 82.17                                                                                 |
| العاصمة                                                   | جاكرتا            | بوخارست                                                                               |
| اللغة الرسمية                                             | اللغة الإندونيسية | اللغة الرومانية                                                                       |
| العملة                                                    | روبية إندونيسية   | ليو روماني                                                                            |
| الناتج المحلي الإجمالي (بليون دولار)                      | 1.02 تريليون      | 211.80 مليار                                                                          |
| الناتج المحلي الإجمالي (تعادل القوة الشرائية) بليون دولار | 2.85 تريليون      | 465.56 مليار                                                                          |
| الناتج المحلي الإجمالي الاسمي للفرد دولار أمريكي          | 3.35 ألف          | 9.47 ألف                                                                              |
| الناتج المحلي الإجمالي للفرد دولار أمريكي                 | 10.52 ألف         | 23.63 ألف                                                                             |
| مؤشر التنمية البشرية                                      | 0.684             | 0.793                                                                                 |
| رمز المكالمات الدولي                                      | +62               | +40                                                                                   |
| رمز الإنترنت                                              | .id               | .ro                                                                                   |
| المنطقة الزمنية                                           |                   | ت ع م+02:00، ت ع م+03:00، أوروبا/بوخارست ‏، توقيت شرق أوروبا، توقيت شرق أوروبا الصيفي ‏ |

## مدن متوأمة
في ما يلي قائمة باتفاقيات التوأمة بين مدن إندونيسية ورومانية:
- ترتبط ماكاسار مع كونستانتسا باتفاقية توأمة.

## منظمات دولية مشتركة
يشترك البلدان في عضوية مجموعة من المنظمات الدولية، منها:
| علم المنظمة | اسم المنظمة                               | تاريخ انضمام إندونيسيا | تاريخ انضمام رومانيا |
| ----------- | ----------------------------------------- | ---------------------- | -------------------- |
|             | مؤسسة التنمية الدولية                     | 20 أغسطس 1968          | 12 أبريل 2014        |
|             | المنظمة الهيدروغرافية الدولية             | ?                      | ?                    |
|             | مؤسسة التمويل الدولية                     | 23 أبريل 1968          | 23 سبتمبر 1990       |
|             | منظمة حظر الأسلحة الكيميائية              | ?                      | ?                    |
|             | يونسكو                                    | 27 مايو 1950           | 27 يوليو 1956        |
|             | الأمم المتحدة                             | 28 سبتمبر 1950         | 14 ديسمبر 1955       |
|             | الاتحاد الدولي للاتصالات                  | 1949                   | 9 فبراير 1866        |
|             | منظمة الشرطة الجنائية الدولية             | 5 أكتوبر 1954          | ?                    |
|             | البنك الدولي للإنشاء والتعمير             | 13 أبريل 1967          | 15 ديسمبر 1972       |
|             | الاتحاد البريدي العالمي                   | ?                      | ?                    |
|             | المركز الدولي لتسوية المنازعات الاستشارية | 28 أكتوبر 1968         | 12 أكتوبر 1975       |
|             | وكالة ضمان الاستثمار متعدد الأطراف        | 12 أبريل 1988          | 10 سبتمبر 1992       |
|             | منظمة التجارة العالمية                    | ?                      | 1995                 |
|             | الفريق المعني برصد الأرض                  | ?                      | ?                    |

## وصلات خارجية
- موقع وزارة الخارجية الإندونيسية
- موقع وزارة الخارجية الرومانية